# Туркестан (місто)
Туркеста́н (каз. Түркістан) — місто обласного підпорядкування у складі Туркестанської області Казахстану. Адміністративний центр Туркестанської міської адміністрації.
Населення — 207605 осіб (2021; 142899 у 2009, 102505 у 1999, 78285 у 1989).

## Історія
Поселення на місці сучасного Туркестана з'явилось ще 500 року. У X столітті відоме як Шавгар, у XII столітті — місто-фортеця Ясси. Тоді тут жив поет Ходжа Ахмед Ясаві, який пізніше тут же і був похований. У 1396–1398 роках емір Тамерлан поряд з мавзолеєм Ясаві збудував мечеть, які разом перетворились на релігійний центр Азрет-Султан. У XVI–XVIII століттях місто було столицею Казахського ханства.
2007 року до складу міста було включено території сусідніх сільських округів — Карашицького (село Бірлік), Іаського (села Іждихан, Калініна, Ортак), Урангайського та Чагинського загальною площею 141,68 км².

## Уродженці
- Липчанська Любов Михайлівна (* 1950) — українська поетеса[3].